# My Princess
My Princess (hangeul: 마이 프린세스, latinizzazione riveduta: Ma-i peurinseseu) è una serie televisiva sudcoreana trasmessa su MBC dal 5 gennaio al 24 febbraio 2011.

## Trama
La studentessa universitaria Lee Seol scopre di essere una principessa, bisnipote dell'ultimo imperatore della dinastia Joseon, Sunjong di Corea. Il nipote del presidente del Daehan Group, Park Hae-young, riceve l'incarico d'insegnare a Seol l'etichetta per ricoprire il proprio ruolo, ma finisce per ritrovarsi attratto dalla ragazza, che potrebbe portargli via la sua eredità se la monarchia fosse reintegrata.

## Personaggi
- Park Hae-young, interpretato da Song Seung-heon e Choi Won-hong (da bambino)
- Lee Seol, interpretata da Kim Tae-hee e Jeon Min-seo (da bambina)
- Oh Yoon-joo, interpretata da Park Ye-jin
- Nam Jung-woo, interpretato da Ryu Soo-young
- Park Dong-jae, interpretato da Lee Soon-jae
- Oh Ki-taek, interpretato da Maeng Sang-hoon
- Lee Dan, interpretata da Kang Ye-sol
- Kim Da-bok, interpretata da Im Ye-jin
- Geon-yi, interpretato da Lee Gi-kwang
- Shin Mi-so, interpretata da Son Sung-yoon
- Hong In-ae, interpretata da Hwang Young-hee
- Lee Young-chan, interpretato da Lee Sung-min
- So Sun-woo, interpretato da Lee Dae-yeon
- Kang Sun-ah, interpretata da Choi Yu-hwa
- Bong-jae, interpretato da Baek Bong-ki
- Assistente, interpretata da Heo Tae-hee
- Yoo Ki-kwang, interpretato da Chu Hun-yub
- Reporter, interpretato da Min Joon-hyun
- Lee Han, interpretato da Park Hyuk-kwon
- Padre di Hae-young, interpretato da Park Jung-woo

## Ascolti
| Episodio | Data di trasmissione | Dati TNMS           | Dati TNMS                  | Dati AGB            | Dati AGB                   |
| Episodio | Data di trasmissione | A livello nazionale | Area metropolitana di Seul | A livello nazionale | Area metropolitana di Seul |
| -------- | -------------------- | ------------------- | -------------------------- | ------------------- | -------------------------- |
| 1        | 5 gennaio 2011       | 13,0%               | 17,1%                      | 15,9%               | 17,5%                      |
| 2        | 6 gennaio 2011       | 14,3%               | 17,2%                      | 17,6%               | 19,8%                      |
| 3        | 12 gennaio 2011      | 16,2%               | 20,0%                      | 20,0%               | 21,7%                      |
| 4        | 13 gennaio 2011      | 17,0%               | 22,7%                      | 20,9%               | 23,0%                      |
| 5        | 19 gennaio 2011      | 16,9%               | 21,9%                      | 18,8%               | 21,0%                      |
| 6        | 20 gennaio 2011      | 14,0%               | 18,4%                      | 18,8%               | 21,3%                      |
| 7        | 26 gennaio 2011      | 14,1%               | 18,2%                      | 15,7%               | 17,7%                      |
| 8        | 27 gennaio 2011      | 14,5%               | 18,0%                      | 17,4%               | 20,0%                      |
| 9        | 2 febbraio 2011      | 9,9%                | 11,8%                      | 12,1%               | 13,6%                      |
| 10       | 3 febbraio 2011      | 8,4%                | 10,1%                      | 11,3%               | 13,0%                      |
| 11       | 9 febbraio 2011      | 12,0%               | 14,7%                      | 15,2%               | 17,7%                      |
| 12       | 10 febbraio 2011     | 12,4%               | 15,8%                      | 14,8%               | 17,0%                      |
| 13       | 16 febbraio 2011     | 12,6%               | 15,5%                      | 15,3%               | 17,9%                      |
| 14       | 17 febbraio 2011     | 12,3%               | 15,5%                      | 15,1%               | 17,4%                      |
| 15       | 23 febbraio 2011     | 12,0%               | 15,6%                      | 14,6%               | 16,7%                      |
| 16       | 24 febbraio 2011     | 12,3%               | 15,4%                      | 15,0%               | 17,2%                      |

## Colonna sonora
1. Falling – Lee Sang-eun
2. Because of You (너 때문인걸) – Beast
3. Blowing Wind (바람 불어라) – Ga-yoon delle 4Minute
4. Sunset (노을) – Every Single Day
5. Change – Every Single Day
6. Kasio – Taru
7. The Last Song (마지막 노래) – Lucite Tokki
8. Cherish That Person (그 사람을 아껴요) – Yang Yo-seob dei Beast
9. Teddy Bear (곰인형) – OKDAL
10. Oasis (오아시스) – Ji-yoon delle 4Minute
11. U.F.O. – Yohan dei PIA
12. Young Princess – Carl Kanowsky e Moon Sung-nam degli Every Single Day
13. Heart (마음) – Every Single Day
14. Falling (Original Ver.) – Every Single Day

## Riconoscimenti
| Anno | Premio                           | Categoria                                                | Ricevente                     | Risultato       |
| ---- | -------------------------------- | -------------------------------------------------------- | ----------------------------- | --------------- |
| 2011 | Seoul International Drama Awards | Attore coreano eccezionale                               | Song Seung-heon               | Candidato/a     |
| 2011 | Seoul International Drama Awards | Attrice coreana eccezionale                              | Kim Tae-hee                   | Candidato/a     |
| 2011 | MBC Drama Awards                 | Premio alla massima eccellenza, attore in una miniserie  | Song Seung-heon               | Candidato/a     |
| 2011 | MBC Drama Awards                 | Premio alla massima eccellenza, attrice in una miniserie | Kim Tae-hee                   | Candidato/a     |
| 2011 | MBC Drama Awards                 | Miglior nuovo attore in una miniserie                    | Lee Gi-kwang                  | Vincitore/trice |
| 2011 | MBC Drama Awards                 | Premio popolarità, attore                                | Song Seung-heon               | Candidato/a     |
| 2011 | MBC Drama Awards                 | Premio popolarità, attrice                               | Kim Tae-hee                   | Candidato/a     |
| 2011 | MBC Drama Awards                 | Premio miglior coppia                                    | Song Seung-heon e Kim Tae-hee | Candidato/a     |
| 2012 | Seoul International Drama Awards | Drama coreano eccezionale                                | My Princess                   | Candidato/a     |